# Campionato europeo di bridge
Il campionato europeo di bridge a squadre (European Championships in inglese) è una competizione bridgistica per squadre nazionali che si disputa con cadenza biennale, ed assegna tre titoli: Open (titolo assoluto), assegnato dalla prima edizione disputata nel 1932, Women (per squadre femminili
), che si assegna dal 1935 e Senior (Over 60) dal 1995.

## Albo d'oro
| Anno | Sede                      | Open          | Women         | Senior      |  |
| 1932 | Scheveningen, Paesi Bassi | Austria       |               |             |  |
| 1933 | Londra, Gran Bretagna     | Austria       |               |             |  |
| 1934 | Vienna, Austria           | Ungheria      |               |             |  |
| 1935 | Bruxelles, Belgio         | Francia       | Austria       |             |  |
| 1936 | Stoccolma, Svezia         | Austria       | Austria       |             |  |
| 1937 | Budapest, Ungheria        | Austria       | Austria       |             |  |
| 1938 | Oslo, Norvegia            | Ungheria      | Danimarca     |             |  |
| 1939 | L'Aia, Paesi Bassi        | Svezia        | Francia       |             |  |
| 1948 | Copenaghen, Danimarca     | Gran Bretagna | Danimarca     |             |  |
| 1949 | Parigi, Francia           | Gran Bretagna | Danimarca     |             |  |
| 1950 | Brighton, Gran Bretagna   | Gran Bretagna | Gran Bretagna |             |  |
| 1951 | Venezia, Italia           | Italia        | Gran Bretagna |             |  |
| 1952 | Dún Laoghaire, Irlanda    | Svezia        | Gran Bretagna |             |  |
| 1953 | Helsinki, Finlandia       | Francia       | Francia       |             |  |
| 1954 | Montreux, Svizzera        | Gran Bretagna | Francia       |             |  |
| 1955 | Amsterdam, Paesi Bassi    | Francia       | Danimarca     |             |  |
| 1956 | Stoccolma, Svezia         | Italia        | Francia       |             |  |
| 1957 | Vienna, Austria           | Italia        | Danimarca     |             |  |
| 1958 | Oslo, Norvegia            | Italia        | Danimarca     |             |  |
| 1959 | Palermo, Italia           | Italia        | Gran Bretagna |             |  |
| 1961 | Torquay, Gran Bretagna    | Gran Bretagna | Gran Bretagna |             |  |
| 1962 | Beirut, Libano            | Francia       | Svezia        |             |  |
| 1963 | Baden-Baden, Germania     | Gran Bretagna | Gran Bretagna |             |  |
| 1965 | Ostenda, Belgio           | Italia        | Francia       |             |  |
| 1966 | Varsavia, Polonia         | Francia       | Gran Bretagna |             |  |
| 1967 | Dublino, Irlanda          | Italia        | Svezia        |             |  |
| 1969 | Oslo, Norvegia            | Italia        | Francia       |             |  |
| 1970 | Estoril, Portogallo       | Francia       | Italia        |             |  |
| 1971 | Atene, Grecia             | Italia        | Italia        |             |  |
| 1973 | Ostenda, Belgio           | Italia        | Italia        |             |  |
| 1974 | Herzliya, Israele         | Francia       | Italia        |             |  |
| 1975 | Brighton, Gran Bretagna   | Italia        | Gran Bretagna |             |  |
| 1977 | Elsinore, Danimarca       | Svezia        | Italia        |             |  |
| 1979 | Losanna, Svizzera         | Italia        | Gran Bretagna |             |  |
| 1981 | Birmingham, Gran Bretagna | Polonia       | Gran Bretagna |             |  |
| 1983 | Wiesbaden, Germania       | Francia       | Francia       |             |  |
| 1985 | Salsomaggiore, Italia     | Austria       | Francia       |             |  |
| 1987 | Brighton, Gran Bretagna   | Svezia        | Francia       |             |  |
| 1989 | Turku, Finlandia          | Polonia       | Germania      |             |  |
| 1991 | Killarney, Irlanda        | Germania      | Austria       |             |  |
| 1993 | Mentone, Francia          | Polonia       | Svezia        |             |  |
| 1995 | Vilamoura, Portogallo     | Italia        | Francia       | Polonia     |  |
| 1997 | Montecatini Terme, Italia | Italia        | Gran Bretagna | Francia     |  |
| 1999 | Malta                     | Italia        | Gran Bretagna | Francia 1   |  |
| 2001 | Tenerife, Spagna          | Italia        | Gran Bretagna | Polonia 1   |  |
| 2002 | Salsomaggiore, Italia     | Italia        | Paesi Bassi   | Francia     |  |
| 2004 | Malmö, Svezia             | Italia        | Svezia        | Danimarca   |  |
| 2006 | Varsavia, Polonia         | Italia        | Francia       | Germania    |  |
| 2008 | Pau, Francia              | Norvegia      | Francia       | Turchia     |  |
| 2010 | Ostenda, Belgio           | Italia        | Francia       | Polonia     |  |
| 2012 | Dublino, Irlanda          | Monaco        | Inghilterra   | Francia     |  |
| 2014 | Abbazia, Croazia          | Israele       | Paesi Bassi   | Inghilterra |  |
| 2016 | Budapest, Ungheria        | Francia       | Inghilterra   | Israele     |  |
| 2018 | Ostenda, Belgio           | Norvegia      | Polonia       | Francia     |  |